# جيس كورتازو
جون فرانسيس - جيس كورتازو والمعروف أيضا باسم شاين لاعب بيسبول محترف (26 سبتمبر 1904 ولغاية 4 مارس 1963 ). وكان يلعب دور ارتكاز لموسم واحد (1923) مع شيكاغو وايت هاوس. وظهر في مباراة واحدة ولعب بها كارتكاز.
ولد في Wilmerding، ولاية بنسلفانيا، وتوفي في بيتسبرغ، بنسلفانيا في سن 58.

## وصلات خارجية
- جيس كورتازو على موقعبيزبول رفرنس.كوم (الدوري الرئيسي) (الإنجليزية)

http://www.baseball-reference.com/players/c/cortaje01.shtml